# Leonardo dell'Arca
Leonardo dell'Arca (fl. XVII secolo) è stato un pittore e incisore italiano attivo nel XVII secolo.Alcune sue opere sono presenti nella collezione permanente del Victoria and Albert Museum a Londra.